# Sulfadiazina argéntica
La sulfadiazina argéntica es un antibacteriano derivado de las sulfamidas de uso tópico (uso externo) históricamente usado como crema tópica para el tratamiento de quemaduras de 2.º y 3.er grado. Actúa previniendo el crecimiento de una gama amplia de bacterias y el crecimiento de agentes micoticos (hongos), sobre la piel dañada. Un estudio sugiere que aumenta el tiempo de cicatrización por lo que no la recomiendan.
La sulfadiazina argéntica está preparada en una solución suspendida en una base soluble en agua. El compuesto es por sí mismo poco soluble en agua, y tiene una muy limitada penetración en la piel. Solamente cuando es aplicada en áreas quemadas muy grandes la absorción genera algún problema.
Se presenta comercialmente como Silvadene, Platsul, y Flammazine. También se comercializa como Thermazenè.
Administración tópica (crema al 1%)
- Adultos y niños:

Después de limpiar y desbridar el área afectada aplicar una capa de un grosor de hasta 2 mm dos veces al día. Aplicar tantas veces como sea necesario si la crema es eliminada por la actividad del sujeto o por hidroterapia
- Niños de menos de 2 meses:

No se recomienda el uso de sulfamidas ya que pueden producir kernícterus en los recién nacidos.
- Prematuros: no utilizar la sulfadiazina de plata en estos niños

## Posibles efectos adversos
- Sensación de quemadura
- Fotosensibilidad
- Prurito
- Eflorescencia (dermatología)
- Coloración parda de la piel
- Coloración negra en la piel